# Карло Анновацці
Карло Анновацці (італ. Carlo Annovazzi; 24 травня 1925, Мілан — 10 жовтня 1980, Мілан) — колишній італійський футболіст, півзахисник.
Насамперед відомий виступами за клуби «Мілан» та «Аталанта», а також національну збірну Італії.

## Клубна кар'єра
У дорослому футболі дебютував 1945 року виступами за команду клубу «Мілан», в якій провів вісім сезонів, взявши участь у 281 матчі чемпіонату. Більшість часу, проведеного у складі «Мілана», був основним гравцем команди.
Своєю грою за цю команду привернув увагу представників тренерського штабу клубу «Аталанта», до складу якого приєднався 1953 року. Відіграв за бергамський клуб наступні п'ять сезонів своєї ігрової кар'єри. Граючи у складі «Аталанти» також здебільшого виходив на поле в основному складі команди.
Згодом з 1958 по 1960 рік грав у складі команд клубів «Анконітана» та «Галларатезе».
Завершив професійну ігрову кар'єру у нижчоліговому клубі «Кастелло», за команду якого виступав протягом 1960—1961 років.

## Виступи за збірну
1947 року дебютував в офіційних матчах у складі національної збірної Італії. Протягом кар'єри у національній команді, яка тривала 6 років, провів у формі головної команди країни 17 матчів. У складі збірної був учасником чемпіонату світу 1950 року у Бразилії.

## Статистика виступів

### Статистика клубних виступів
| Сезон           | Команда         | Чемпіонат       | Чемпіонат | Чемпіонат | Кубок Італії | Кубок Італії | Кубок Італії | Єврокубки | Єврокубки | Єврокубки | Інші змагання | Інші змагання | Інші змагання | Усього | Усього |
| Сезон           | Команда         | Ліга            | Ігор      | Голів     | Ліга         | Ігор         | Голів        | Ліга      | Ігор      | Голів     | Ліга          | Ігор          | Голів         | Ігор   | Голів  |
| --------------- | --------------- | --------------- | --------- | --------- | ------------ | ------------ | ------------ | --------- | --------- | --------- | ------------- | ------------- | ------------- | ------ | ------ |
| 1945–46         | «Мілан»         | ПД              | 29        | 6         | -            | -            | -            | -         | -         | -         | -             | -             | -             | 29     | 6      |
| 1945–46         | «Мілан»         | A               | 36        | 8         | -            | -            | -            | -         | -         | -         | -             | -             | -             | 36     | 8      |
| 1947–48         | «Мілан»         | A               | 40        | 10        | -            | -            | -            | -         | -         | -         | -             | -             | -             | 40     | 10     |
| 1948–49         | «Мілан»         | A               | 36        | 3         | -            | -            | -            | -         | -         | -         | -             | -             | -             | 36     | 2      |
| 1949–50         | «Мілан»         | A               | 38        | 5         | -            | -            | -            | -         | -         | -         | -             | -             | -             | 38     | 5      |
| 1950–51         | «Мілан»         | A               | 37        | 16        | -            | -            | -            | -         | -         | -         | ЛК            | 2             | 1             | 39     | 17     |
| 1951–52         | «Мілан»         | A               | 37        | 4         | -            | -            | -            | -         | -         | -         | -             | -             | -             | 37     | 4      |
| 1952–53         | «Мілан»         | A               | 28        | 1         | -            | -            | -            | -         | -         | -         | ЛК            | 2             | -             | 30     | 1      |
| Усього Milan    | Усього Milan    | Усього Milan    | 281       | 53        |              | -            | -            |           | -         | -         |               | 4             | 1             | 285    | 54     |
| 1953–54         | «Аталанта»      | A               | 33        | 7         | -            | -            | -            | -         | -         | -         | -             | -             | -             | 33     | 7      |
| 1954–55         | «Аталанта»      | A               | 32        | 3         | -            | -            | -            | -         | -         | -         | -             | -             | -             | 32     | 3      |
| 1955–56         | «Аталанта»      | A               | 34        | 5         | -            | -            | -            | -         | -         | -         | -             | -             | -             | 34     | 5      |
| 1956–57         | «Аталанта»      | A               | 21        | 2         | -            | -            | -            | -         | -         | -         | -             | -             | -             | 21     | 2      |
| 1957–58         | «Аталанта»      | A               | 19        | 1         | -            | -            | -            | -         | -         | -         | -             | -             | -             | 19     | 1      |
| Усього Atalanta | Усього Atalanta | Усього Atalanta | 139       | 18        |              | -            | -            |           | -         | -         |               | -             | -             | 139    | 18     |
| 1958–59         | «Анконітана»    | C               | 21        | 3         | -            | -            | -            | -         | -         | -         | -             | -             | -             | 21     | 3      |
| 1959–60         | «Галларатезе»   | C               | 2         | -         | -            | -            | -            | -         | -         | -         | -             | -             | -             | 2      | -      |
| Усього          | Усього          | Усього          | 443       | 74        |              | -            | -            |           | -         | -         |               | 4             | 1             | 447    | 75     |

## Титули і досягнення
- Чемпіон Італії (1):

«Мілан»:  1950–51
- Володар Латинського кубка (1):

«Мілан»: 1951